# تيريزا بيترجيلكوفا
تيريزا بيترجيلكوفا (من مواليد 10 سبتمبر 1993) هي لاعبة ألعاب قوى تشيكية. تنافست في سباق 4 × 400 متر تتابع مختلط في بطولة العالم لألعاب القوى 2019. في عام 2023 كانت عضوة ضمن الفريق التشيكي في سباق 4 × 400 متر تتابع مختلط الذي حصل على الميدالية البرونزية في بطولة العالم لألعاب القوى 2023.